# Gualtiero di Civitate
Gualtiero di Civitate (inizi dell'XI secolo – 1060) è stato un cavaliere medievale normanno che comparve nell'Italia meridionale nella prima metà del secolo XI, al seguito della casata Altavilla (con cui era imparentato) nel territorio della Capitanata, in particolare a Civitate.

## Biografia
Gualtiero era figlio del conte Amico e, secondo lo storico De Blasiis, fu l'eroe della battaglia di Montepeloso, combattuta il 3 settembre 1041 a breve distanza dalle rive del fiume Bradano. I bizantini, guidati dal nuovo catapano Exaugusto Boioannes (Bugiano), vennero ricacciati dai Normanni alleati dei Longobardi di Atenolfo, fratello del principe di Benevento. Guglielmo I d'Altavilla era infermo, ma lasciò la sua tenda, posta sopra una altura e si lanciò nella mischia. Secondo il cronista Guglielmo di Puglia, i cavalieri guidati dallo stesso Guglielmo e da Argiro, combatterono con valore, sbaragliarono le forze bizantine e annientarono le truppe accorse in aiuto dalla Sicilia.
Gualtiero fece parte del gruppo di cavalieri che, al principio del 1043, partecipò al parlamento generale dei baroni Longobardi e Normanni indetto a Melfi da Guaimario V, principe Longobardo di Salerno, da Rainulfo Drengot, Conte di Aversa e da Guglielmo Braccio di Ferro d'Altavilla. Tutti offrirono un omaggio come vassalli a Guaimario, che riconobbe a Guglielmo I d'Altavilla il primo titolo di Conte di Puglia. Nacque, così, il nuovo Stato normanno denominato contea di Puglia, un territorio non omogeneo, acquisito dal clan Altavilla a "macchia di leopardo". L'intera regione, ad eccezione di Melfi, venne suddivisa in dodici baronie, costituite a beneficio dei capi normanni ed assegnate nei territori di Capitanata, Apulia e Irpinia, fino al Vulture-Melfese; Melfi divenne infatti la sede della contea, rimanendo così fuori dalla spartizione. Il sovrano attribuì i feudi secondo il rango ed il merito e ognuno dei cavalieri si sarebbe dedicato alla conquista di quanto concessogli. Secondo le cronache di Amato di Montecassino e di Leone Marsicano, Gualtiero diventò signore di Civitate, città fortificata, che sorgeva sul fiume Fortore nell'agro dell'attuale comune di San Paolo di Civitate. La baronia comprendeva un territorio della Capitanata.
I Normanni tesero a far coincidere la riorganizzazione religiosa con la giurisdizione amministrativa: Civitate, infatti, fu sede vescovile. Il 18 giugno 1053 vi si svolge la Battaglia di Civitate che vedeva contrapposti i Normanni di Umfredo d'Altavilla ed un esercito di Suebi, Italici e Longobardi coalizzati dal papa Leone IX, catturato nella cittadella di Civitate e fatto prigioniero dai Normanni.
Ma il cavaliere Gualtiero morì nel 1060 e gli succedette Amico II, che si schierò contro Roberto il Guiscardo e cercò l'appoggio dei Bizantini.